# Distretto di Manatuto
Manatuto è uno dei 13 distretti di Timor Est, situato nella parte centrale del Paese. Raggiunge sia la parte sud che nord della costa dell'isola, ed è uno dei due distretti ad avere questa caratteristica, l'altro è Lautém nel lontano est. A nord c'è lo Stretto di Wetar, a sud il Mare di Timor. I distretti confinanti sono Baucau e Viqueque ad est e Manufahi, Aileu, e Dili ad ovest.
Ha una popolazione di 46 619 abitanti (censimento 2015) ed un'area di 1706 km². 
Anche la capitale del distretto è chiamata Manatuto.
Il distretto di Manatuto è identico al consiglio del Timor Portoghese con lo stesso nome. Ha i sottodistretti Barique (4 900 abitanti), Laclo (6.400), Laclubar (10.100), Laleia (3.200), Manatuto (11.500) e Soibada (2.950).
In più alle lingue ufficiali di Timor Est, il Tetum e la lingua portoghese, una larga parte della popolazione dei distretti parla il (Malayo-Lingua polinesiana) Galoli, che è designata come lingua nazionale dalla costituzione.